# Clonmacnoise
Mănăstirea Clonmacnoise este unul dintre cele mai importante situri monastice și istorice din Irlanda, fondat în jurulu anului 544 de către Sfântul Ciarán, un călugăr irlandez. Este situată pe malul râului Shannon, în sudul orașului Athlone. De-a lungul secolelor, Clonmacnoise a devenit un important centru religios, educațional și cultural, fiind un loc de pelerinaj și un simbol al spiritualității irlandeze.
A fost distrusă de trupele lui Oliver Cromwell.